# Xanthomelaena schematias
Xanthomelaena schematias är en fjärilsart som beskrevs av Edward Meyrick 1894. Xanthomelaena schematias ingår i släktet Xanthomelaena och familjen Crambidae. Inga underarter finns listade i Catalogue of Life.